# Бездан (албум)
Бездан је четврти студијски албум српског и бившег југословенског кантаутора Ђорђа Балашевића. Албум је продуцирао Ђорђе Петровић, а аранжмане је урадио Александар Дујин. После овог албума, њих двојица су постали главни Балашевићеви сарадници за наредних 25 година.
Највећи хитови албума су баладе „Не волим јануар“, „Не ломите ми багрење“ и насловна нумера. Живе верзије песме "Не волим јануар" обично садрже дуги завршни монолог. "Не ломите ми багрење" изазвало је много контроверзи. Неки критичари су навели да песма метафорички говори против албанског терора над Србима у сукобу на Косову. Балашевић је касније објаснио да „то није песма о националностима, већ о добру и злу, и не кајем се, ја сам Зло назвао пуним именом и када су га други хвалили“. Касније, крајем 1990-их, изјавио је да „нисам знао да ће Срби постати Шиптари Шиптарима. То се преокренуло. Ми смо ти који сада ломимо скакавце, али ја за то не могу да преузмем кривицу“.

## Позадина
У години издања претходног албума, Балашевић потписује уговор са загребачким Југотоном. Ово је први албум након 8 година паузе у тој издавачкој кући, након сингла за песму Прва љубав из 1978.

## О албуму
Албум је сниман у студију Радио Нови Сад. Сматран је једним од најбољих албума у читавој каријери. Песма Не ломите ми багрење је инспирисана страдањем српског народа на Косову, док је песма Народњаци о доминацији певача нео фолка. Већи хитови са овог албума су Не волим јануар, насловна нумера, Све је отишло у Хондурас итд. Ради промоције, гостовао је у радио емисији Jugoton Express.
Праћен је спотом за песму Не ломите ми багрење. На фестивалу МЕСАМ, Не ломите ми багрење је проглашена за песму 1986.

## Песме
Све песме је написао Ђорђе Балашевић.
1. Све је отишло у Хондурас – 3:53
2. Вировитица – 3:28
3. Не волим јануар – 4:10
4. Бездан – 4:30
5. Нема више бенда као Неопланти – 3:17
6. Народњаци – 4:53
7. Не ломите ми багрење – 5:34
8. – 5:52
9. Стари оркестар – 2:49

## Наслеђе
Албум је 1998. године оцењен као 25. на листи 100 најбољих југословенских рок и поп албума.
Насловна нумера и Не ломите ми багрење су сврстане на листи 100 најбољих домаћих балада.

## Топ листе

### Недељна листа
| Листа           | Највиша позиција |
| --------------- | ---------------- |
| Радио ТВ ревија | 1                |

## Занимљивости
На загребачкој промоцији албума, присуствао је и Дражен Петровић.